# 本州四国連絡道路

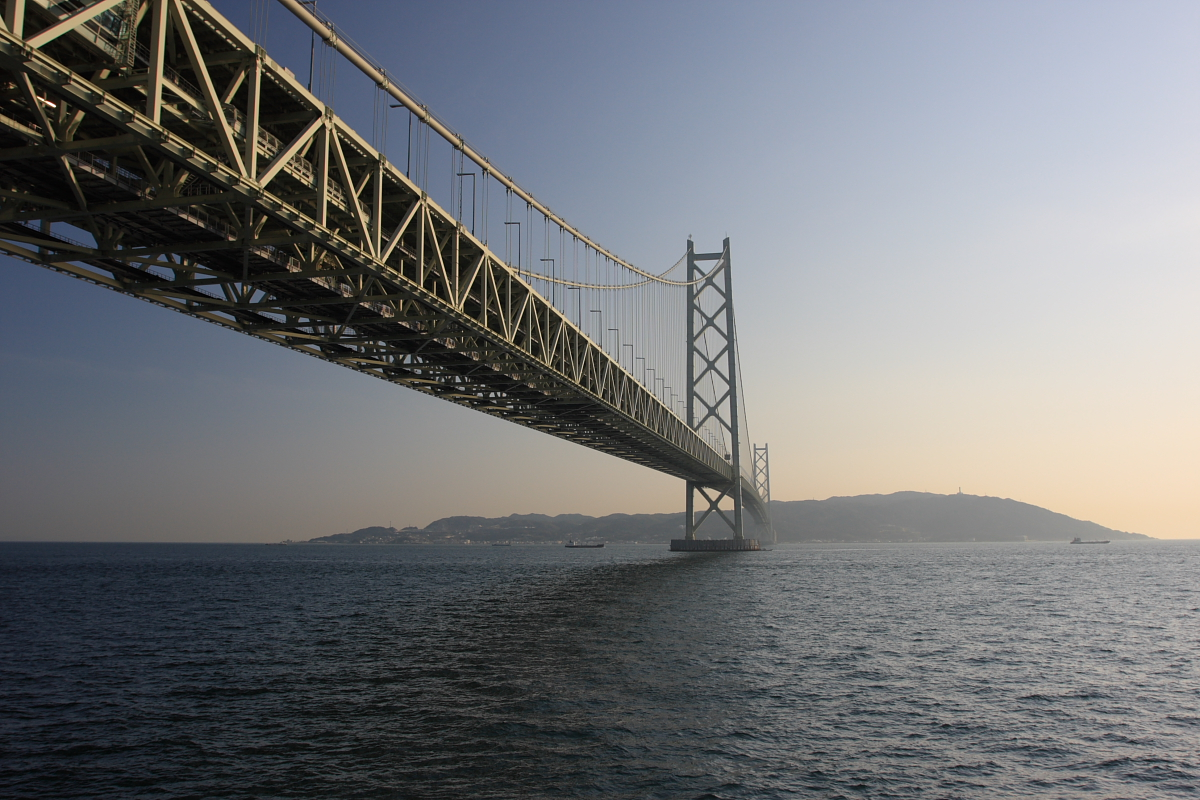
明石海峡橋

本州四国連絡道路（ほんしゅうしこくれんらくどうろ）は、国土交通大臣が定めた基本計画にかかる、本州と四国を連絡する有料道路の一般国道である。略称は本四道路。
本州と四国を結ぶ3本の道路であり、東から順に、神戸・鳴門ルート（神戸淡路鳴門自動車道）、児島・坂出ルート（瀬戸中央自動車道）、尾道・今治ルート（西瀬戸自動車道）となっている。

## 概要
本州四国連絡橋に本州四国連絡道路である神戸淡路鳴門自動車道・瀬戸中央自動車道・西瀬戸自動車道を通しているという形をとっている。いずれも自動車専用道路だが、尾道・今治ルートの海峡部の橋梁には県道である原動機付自転車・自転車・歩行者の専用道路が併設されている。
1969年の新全国総合開発計画により3ルートの建設が決定された。また、1977年の第三次全国総合開発計画で児島・坂出ルートを鉄道道路併用橋で建設を行うことが決定。
本州四国連絡高速道路株式会社（JB本四高速）が管理を行う。3ルートの起点と終点に神戸（神戸市垂水区）、鳴門（鳴門市）、岡山（早島町）、坂出（坂出市）、しまなみ尾道（尾道市）およびしまなみ今治（今治市）の各管理センターがある。

## 料金
架橋により建設コストが嵩んでいるため、通行料金はNEXCOの高速道路に比べて割高になっていたが、2014年4月から当面10年間ETC車限定で、同等にまで料金水準が引き下げられることになった。

### 沿革
1997年（平成9年）に認可がなされた基本料金（普通車）は、陸上部39円/km、海峡部351円/km（明石海峡大橋は1.6倍）、ターミナルチャージ125円とし、消費税（5%）を加算のうえで50円単位とする。この陸上部と海峡部の料率比は、1kmあたり建設コストと便益額の中間比率を基に設定されている。
この基本料金は実施されず、2012年度まで四国の地方公共団体による出資を前提に、基本料金の20%引きとなる特別料金が、1998年4月1日から実施された。
特別料金は5年間の時限措置であり、その後は基本料金に戻される予定であったが、2003年7月からは、2022年度まで四国の地方公共団体の出資を前提に、さらに10%引きとなっている（新特別料金、基本料金から28%引き）。

#### ETC割引の導入
2003年の新特別料金導入時に、ETC無線通行のみを要件とする「ETC特別割引」が設定された。割引率は5.5%で、基本料金からは32%引きとなる。
時間帯割引は、2007年8月に社会実験として導入され、2008年10月からは、国の経済対策の一環で、高速道路利便増進事業を活用して行われるようになった。2009年3月中旬までは、深夜割引の対象車種が中型車または大型車以上のみで通勤割引がないなど、NEXCOに比べるとかなり限られた内容であったが、「生活対策」により2009年3月20日から割引が追加され、休日の普通車以下は終日5割引・上限1,000円になるほか、平日は全車種・全時間帯にNEXCO地方部と同等の時間帯割引（3割引または5割引）が設定された。

#### 料金水準引き下げの要望
日本国政府に加え、本四道路沿線6県、高知県、大阪府、大阪市および神戸市の10自治体が、JB本四高速の株主として日本高速道路保有・債務返済機構（高速道路機構）に年間267億円（国と合わせて800億円）の出資をしている。架橋を求めたのは地方側であるという誘致責任からだが、地方側は既に責任は果たしたとしており、新特別料金設定の前提となる2022年度までの出資延長を拒否してきた。それとともに、割高な料金は「日本の高速道路では誘致した自治体に負担はなく、地域間格差を助長するものである」として、NEXCOと同水準に引き下げるよう求めてきた。
2011年1月から、国土交通省と出資自治体との間で「本四高速の料金等に関する調整会議」が行われており、2012年2月17日に開かれた第7回会議において、2014年度から本四道路を全国プール制に組み入れて共通の料金とする方針が決定され、地方側も減額などを条件に出資を継続することになった。
2012年3月14日に開かれた第8回会議において、自治体の出資を2年間延長のうえ金額は24%削減とする合意がなされた。2012-2013年度の料金・割引については、休日の普通車以下のETC料金を、陸上部27.56円/km、海峡部229.90円/km（明石海峡大橋は358.90円/km）として計算した料金から5割引とする一方、同じく中型車以上のETC特別割引を廃止する案が提示された（その他の割引は継続）。翌15日から19日まで、高速道路機構と高速道路会社によるパブリックコメントが行われ、4月14日から実施されることになった。
全国共通料金の具体的な水準について出資自治体は、海峡部の料率が伊勢湾岸道路のそれ（108.1円/km）を上回らないことを求めた。
一方、競合交通機関は、全国共通料金が導入されると、通常料金で5割引相当、時間帯割引適用後で最大7.5割引相当になると試算、「税金を投入して実施されている各種の割引制度は、なんとしても見直し（廃止または縮小）していただきたい。」（日本旅客船協会）、「割引を行ったとしても、瀬戸中央道早島 - 坂出間普通車で3,000円程度」（JR四国）と、国土交通省 社会資本整備審議会 道路分科会 国土幹線道路部会において要望した。
2013年6月25日に出された同部会の中間答申では、多額の建設費や海峡部横断という特別な便益を提供していることから、料金水準を他の区間より高くすることは妥当だが、有効活用の観点から大きな差とならないようにすべきとされた。割引については、他の交通機関への影響があったことに鑑み、実質の水準を考慮して割引の縮小を図るべきとされた。
これに基づき、同年12月20日発表の国土交通省発表の基本方針で、陸上部は高速自動車国道普通区間と同じ24.6円/km、海峡部は伊勢湾岸道路と同等の108.1円/kmに、料金水準の整理を行うこととされた。割引については、平日の通勤時間帯の多頻度利用と休日に利用する車に対して2013年度時点の割引後料金を維持するものとされた。2014年2月14日から27日までNEXCOと併せてパブリックコメントが行われた後、3月14日、JB本四高速に対し事業変更許可が出され、2014年4月1日からの新料金が正式決定された。これにあたって、本四道路は全国路線網に編入された。
各ルート全線利用時の料金推移（普通車）
- 企画割引は反映していない。
- ETC車の料金で斜体となっている金額は、時間帯割引が適用されたもの。

| 適用期間        | 現金車 通常料金 | ETC車 平日料金  | ETC車 休日料金  | 備考                                                                         |
| --------------- | --------------- | --------------- | --------------- | ---------------------------------------------------------------------------- |
| 1998年4月5日 -  | 6,050円         | -               | -               | 特別料金                                                                     |
| 2003年7月1日 -  | 5,450円         | 5,150円         | 5,150円         | 新特別料金、ETC特別割引開始                                                  |
| 2008年9月20日 - | 5,450円         | 5,150円         | 5,150円 2,725円 | 緊急総合対策 休日2,725円 ……9-17時                                            |
| 2009年3月20日 - | 5,450円         | 3,815円 2,725円 | 1,000円         | 生活対策 平日3,815円 ……9-17時、20-22時 平日2,725円 ……0-9時、17-20時、22-24時 |
| 2011年6月20日 - | 5,450円         | 3,815円 2,725円 | 2,725円         | 休日上限1,000円廃止、5割引継続                                               |
| 2012年4月14日 - | 5,450円         | 3,815円 2,725円 | 2,550円         | 休日に一定の割引を導入                                                       |
| 2014年4月1日 -  | 5,610円         | 3,280円         | 2,620円         | 消費税率引き上げ（8%）、ETC料金水準引き下げ                                  |
| 適用期間        | 現金車 通常料金 | ETC車 平日料金  | ETC車 休日料金  | 備考                                                                              |
| --------------- | --------------- | --------------- | --------------- | --------------------------------------------------------------------------------- |
| 1988年4月10日 - | 6,300円         | -               | -               |                                                                                   |
| 1989年4月 -     | 6,490円         | -               | -               | 消費税導入（3%）                                                                  |
| 1997年4月 -     | 6,620円         | -               | -               | 消費税率引き上げ（5%）                                                            |
| 1998年4月 -     | 4,600円         | -               | -               | 特別料金                                                                          |
| 2003年7月1日 -  | 4,100円         | 3,874円         | 3,874円         | 新特別料金、ETC特別割引開始                                                       |
| 2008年9月20日 - | 4,100円         | 3,874円         | 3,874円 2,050円 | 緊急総合対策 休日2,050円 ……9-17時                                                 |
| 2009年3月20日 - | 4,100円         | 2,870円 2,050円 | 1,000円         | 生活対策 平日2,870円 ……4-6時、9-17時、20-24時 平日2,050円 ……0-4時、6-9時、17-20時 |
| 2011年6月20日 - | 4,100円         | 2,870円 2,050円 | 2,050円         | 休日上限1,000円廃止、5割引継続                                                    |
| 2012年4月14日 - | 4,100円         | 2,870円 2,050円 | 1,900円         | 休日に一定の割引を導入                                                            |
| 2014年4月1日 -  | 4,220円         | 2,270円         | 1,950円         | 消費税率引き上げ（8%）、ETC料金水準引き下げ                                       |
| 適用期間        | 現金車 通常料金 | ETC車 平日料金  | ETC車 休日料金  | 備考                                                                              |
| --------------- | --------------- | --------------- | --------------- | --------------------------------------------------------------------------------- |
| 1999年5月1日 -  | 5,250円         | -               | -               | 特別料金                                                                          |
| 2003年7月1日 -  | 4,700円         | 4,440円         | 4,440円         | 新特別料金、ETC特別割引開始                                                       |
| 2007年8月20日 - | 4,700円         | 4,440円         | 4,440円 3,760円 | 社会実験 休日3,760円 ……9-17時                                                     |
| 2008年9月20日 - | 4,700円         | 4,440円         | 4,440円 2,350円 | 緊急総合対策 休日2,350円 ……9-17時                                                 |
| 2009年3月20日 - | 4,700円         | 3,290円 2,350円 | 1,000円         | 生活対策 平日3,290円 ……4-6時、9-17時、20-24時 平日2,350円 ……0-4時、6-9時、17-20時 |
| 2011年6月20日 - | 4,700円         | 3,290円 2,350円 | 2,350円         | 休日上限1,000円廃止、5割引継続                                                    |
| 2012年4月14日 - | 4,700円         | 3,290円 2,350円 | 2,200円         | 休日に一定の割引を導入                                                            |
| 2014年4月1日 -  | 4,830円         | 2,890円         | 2,260円         | 消費税率引き上げ（8%）、ETC料金水準引き下げ                                       |

## デザイン
工業デザイナーの柳宗理は、1979年の朝日新聞に「美しい橋の風土を」という文章を発表した。それによると、この本四長大橋が計画された時、景観委員会ではその連絡道路をどうするかの議論がなされたが、長大橋自体のデザインに関しては構造計算に忠実に設計すれば自然に美しい形ができるはずなので、構造家に任せておけばよいという意見が大勢を占めたという。その後、柳が構想計画を見たかぎりでは「いろんな種類の構造がたくさん使われているが、一貫した統一のある計画性は感じられない」という結果となった。